# Jason Varitek
Jason Andrew Varitek (* 11. dubna 1972, Rochester, Michigan, USA) je bývalý americký baseballista. Celou kariéru v Major League Baseball odehrál za tým Boston Red Sox. Je dvojnásobným vítězem Světové série z let 2004 a 2007.